# Mirabel, Québec
Mirabel är en stad i provinsen Québec, nordväst om Montréal, i regionen Laurentides. Staden har också sekundärkommunala befogenheter. Den hade 61 108 invånare vid folkräkningen 2021, men befolkningen är en av de snabbast växande i Kanada.
Mirabel skapades 1971 genom en sammanslagning av åtta kommuner, för att alla områden runt Montréal-Mirabels internationella flygplats skulle hamna i samma kommun. Staden hette ursprungligen Sainte-Scolastique, men den bytte 1973 namn till Mirabel efter en folkomröstning året före. Flygplatsen öppnades 1975 och var tänkt att bli Montréals huvudflygplats. Sedan 2004 har den dock endast fraktflyg. Bortsett från flygplatsen består Mirabel främst av jordbruksmark med några mindre samhällen, varav de största är Saint-Janvier i nordost vid motorväg 15, Saint-Canut i nordväst och Saint-Augustin (Saint-Augustin-des-Deux-Montagnes) i söder. Vid folkräkningen 2021 avgränsade Statistique Canada Saint-Augustin som en separat tätort, medan tätbebyggelsen i de östra och norra delarna ingick i tätorterna Montréal respektive Saint-Jérôme.

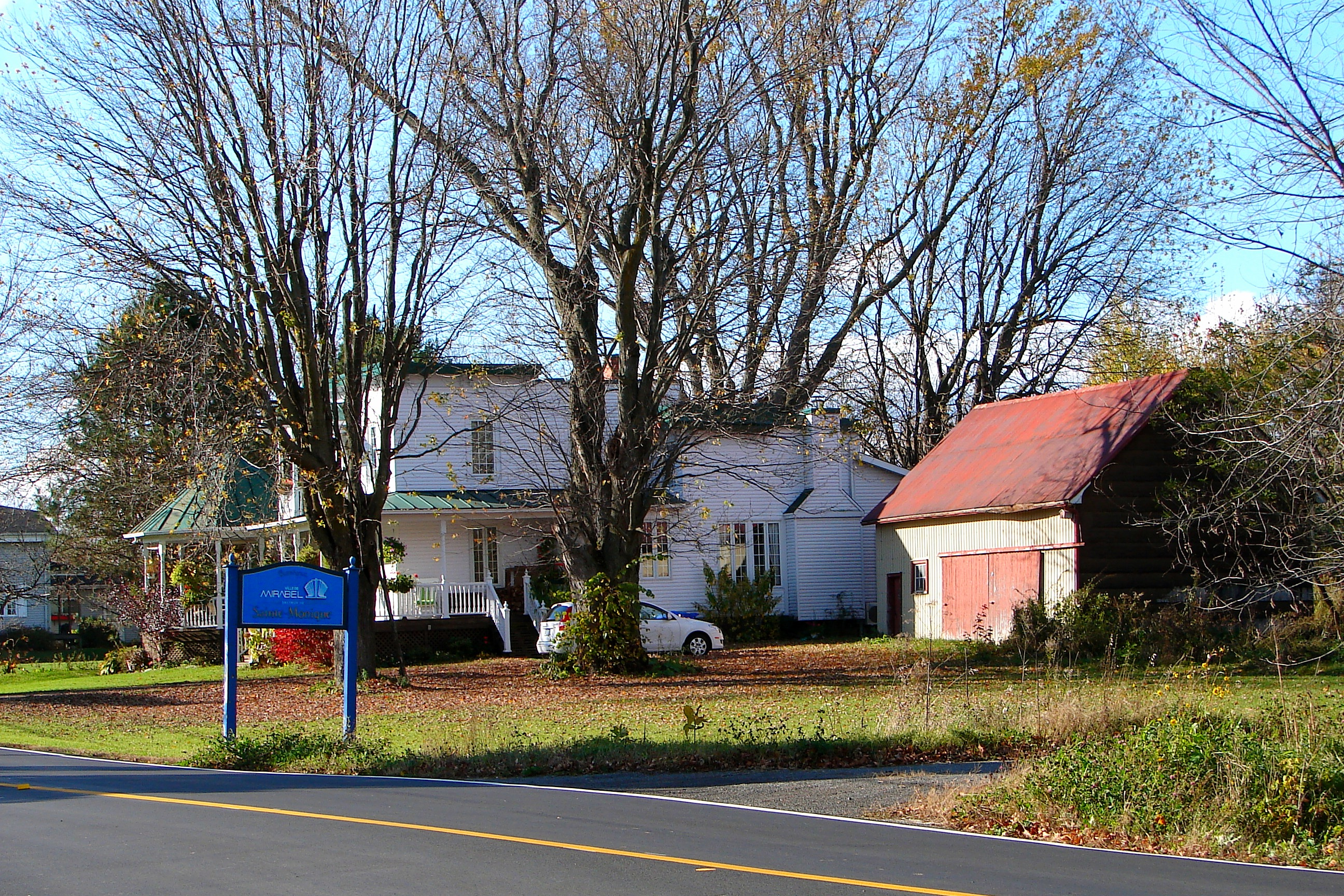
Sainte-Monique
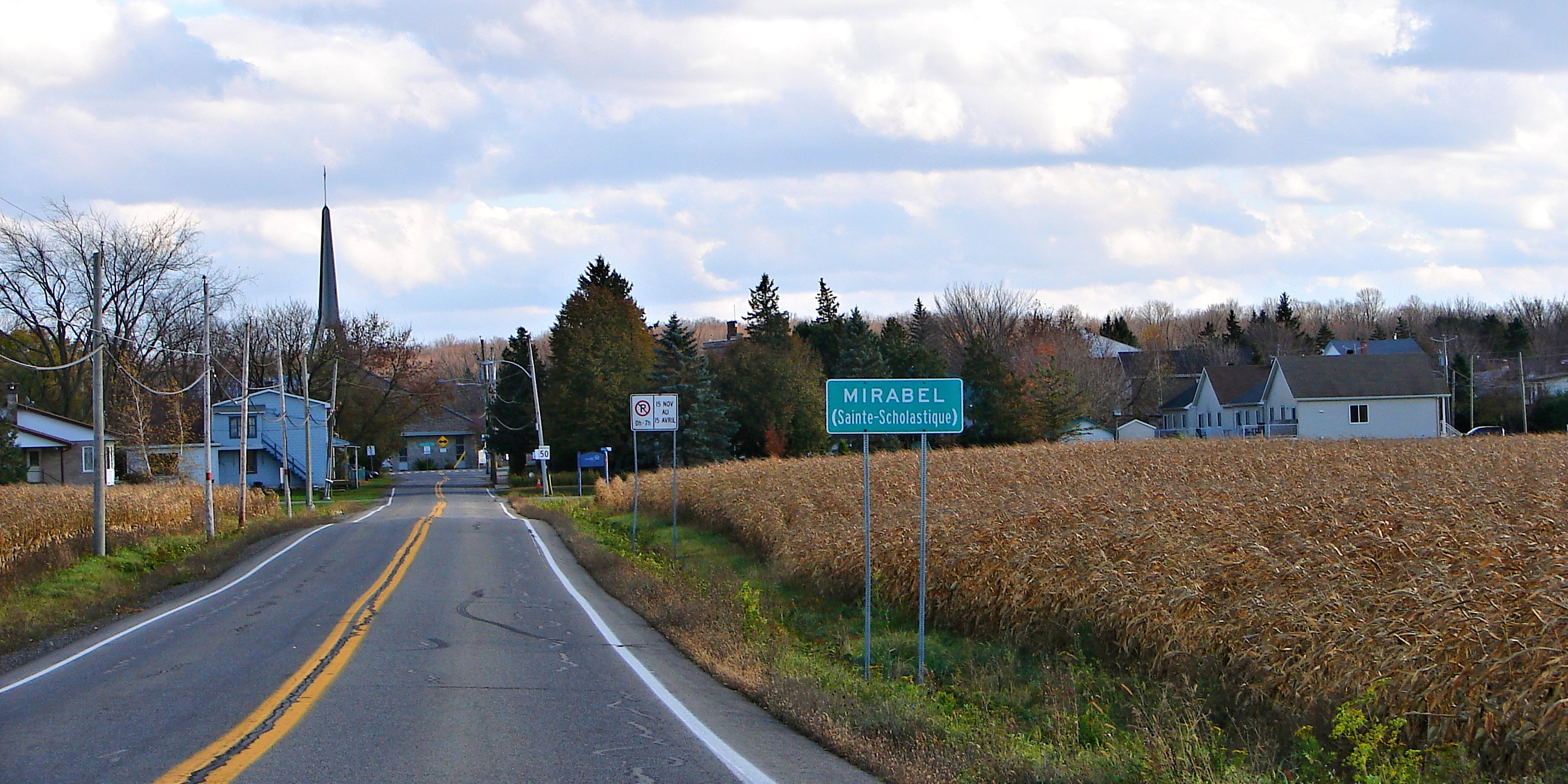
Sainte-Scholastique
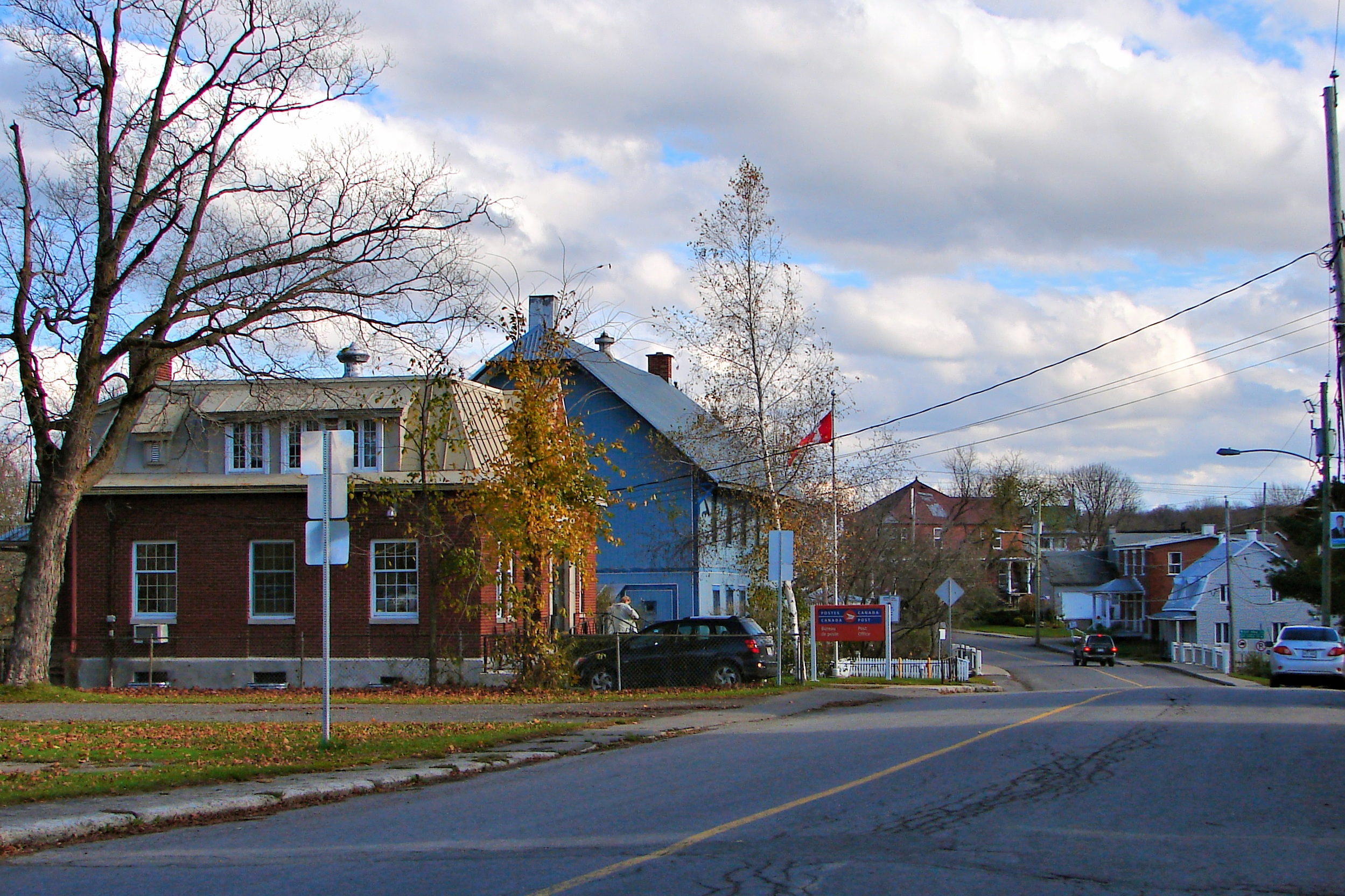
Sainte-Scholastique